# Chapelle Saint-Louis du Champ des Martyrs
Pour les articles homonymes, voir Chapelle du Champ des Martyrs (homonymie).
La Chapelle Saint-Louis du Champ des Martyrs, couramment appelée "Chapelle du Champ des Martyrs", est située au Champ des Martyrs sur la commune d'Avrillé, près d'Angers dans le Maine-et-Loire.
Il s'agit d'une nécropole puisque plus de 2 000 personnes environ, fusillées dans le champ de la ferme Desvallois en 1794, reposent dans douze fosses ; cette chapelle expiatoire est construite sur ce terrain en 1852.

## Contexte
À la suite de la défaite des Vendéens durant la virée de Galerne, à la mise en place de la Terreur, les républicains font prisonniers des milliers de Vendéens. S'ensuivent les fusillades d'Avrillé.
À Angers, dirigés par les représentants en mission, Nicolas Hentz et Adrien Francastel, les prisonniers passent en jugement sommaire devant les commissions militaires. Les exécutions ont lieu au parc de la Haie-aux-Bonshommes à Avrillé ; le lieu est par la suite rebaptisé le Champ des Martyrs. Au total on relève neuf fusillades, du 12 janvier au 16 avril 1794.

## La chapelle
Construite en 1852, la chapelle commémore le souvenir des hommes et des femmes catholiques fusillés à l'écart de la ville d'Angers. Il y eut neuf fusillades de janvier à avril 1794. Environ 2 000 personnes reposent dans douze grandes fosses. Dès 1795, une fois la Terreur passée, cet endroit devient un lieu de pèlerinage et des guérisons miraculeuses sont constatées : les croyants se pressent pour prier sur ces lieux.
L'idée de construire un lieu de culte conforme au sacrifice des martyrs se dessine. Dès 1817, une souscription est lancée par Charles Montault, évêque d'Angers, qui se propose de construire une chapelle sur le terrain cédé par Jean-Antoine Landais et son épouse Marie Casenove (à condition qu'il soit clos de murs). Le projet échoue, en raison des craintes ayant remonté au ministère de l'Intérieur et de la politique de réconciliation menée par Louis XVIII et ses successeurs royaux.
Une grande croix de bois, entourée d'ex-voto, se dressait dans ce sanctuaire en pleine nature. À certaines fêtes, Simon Gruget, qui n'avait pas quitté Angers durant toute la Révolution, célébrait des messes dans le champ et évoquait le souvenir des défunts.
En 1847, l'abbé Boreau de Roincé va reprendre cette idée et c'est lui qui initie le mouvement final nécessaire à l'édification de la chapelle. Il va payer, de ses propres deniers, la moitié de la somme nécessaire à la construction. C'est Napoléon III qui donne l'autorisation de la construction, soucieux de se ménager les conservateurs. La chapelle est commencée en 1851.
Le 29 juillet 1852, la chapelle est bénie solennellement par Guillaume Angebault ; la grande croix de bois est conservée. La chapelle est agrandie en 1894. Lieu d'une ferveur populaire toujours intacte, un millier de messes y seront célébrées au début du XXe siècle.

## Vitraux
La chapelle possède des vitraux réalisés en 1895 par Jean Clamens d'après des cartons de Victor Livache. Ces vitraux sont classés aux monuments historiques. Toutes les cinq verrières sont constituées de trois registres dont le supérieur comportant le quadrilobe mentionné dans le tableau ci-dessous.
| n° | Vue d'ensemble de la verrière | Contenu du quadrilobe                         | Personnage représenté au registre médian   | Contenu du registre inférieur | Inscription à la base du vitrail                                                                         | Vue du registre inférieur |
| 0  |                               | Apparition du Sacré-Cœur à Sainte-Marguerite. | Sacré-Coeur de Jésus                       | Scène commémorant les massacres des populations d'Avrillé perpétués par les soldats républicains durant l'hiver 1794. | Ils n'ont pas voulu violer la Sainte Loi et ils ont été massacrés.                                       |                           |
| 1  |                               |                                               | Sainte Odile                               | Deux religieuses de Saint-Vincent-de-Paul Marie-Anne Vaillot et Odile Baumgarten sont escortées par des soldats à leur dernier supplice le 1er février 1794. | Sœur Marie-Anne rappelle à sœur Odile qu'une couronne les attend au ciel.                                |                           |
| 2  |                               | Saint Louis sur son lit de mort.              | Saint Louis portant une couronne d'épines. | Les demoiselles de la Sorinière (Catherine et Marie-Louise), arrêtées le 19 janvier 1794 par des colonnes infernales du général Turreau au Longeron, sont amenées de la prison nationale jusqu'au champ désert de la ferme Desvallois à Avrillé, en chemin Marie-Louise du Verdier de La Sorinière couvre une mendiante de sa pelisse ouatée dans la rue Boisnet (on peut par ailleurs observer l'église de la Trinité en arrière-plan). | Mlle de la Sorinière allant au supplice donne sa pelisse ouatée à une pauvre femme.                      |                           |
| 3  |                               | Le martyre de Sainte Catherine.               | Sainte Catherine.                          | Arrestation de Mme Déan de Luigné, de ses trois filles et de l'abbé Ledoyen au château de la Bossivière. | Arrestation de Mme Déan de Luigné, de ses trois filles et de l'abbé Ledoyen au château de la Bossivière. |                           |
| 4  |                               | Un ange délivre Saint Pierre de sa prison.    | Saint Pierre.                              | Escorte de Perrine-Charlotte Saillant d'Épinatz (née Phélippeau à Saumur, 54 ans), de trois de ses filles (Perrine, Jeanne-Nicole-Denyse et Madeleine-Perrine) et de leur domestique (Françoise Bonneau) après leur arrestation au domicile du curé constitutionnel Deschamps à L'Hôtellerie-de-Flée le 22 nivôse de l'an II. | Mme Saillant d'Épinatz donne de l'or au bourreau pour que ses filles soient fusillées avant elle.        |                           |

## Architecture
La chapelle Saint-Louis du Champ des Martyrs est de facture néo-classique, bâtie par l'architecte, M. Tendron.

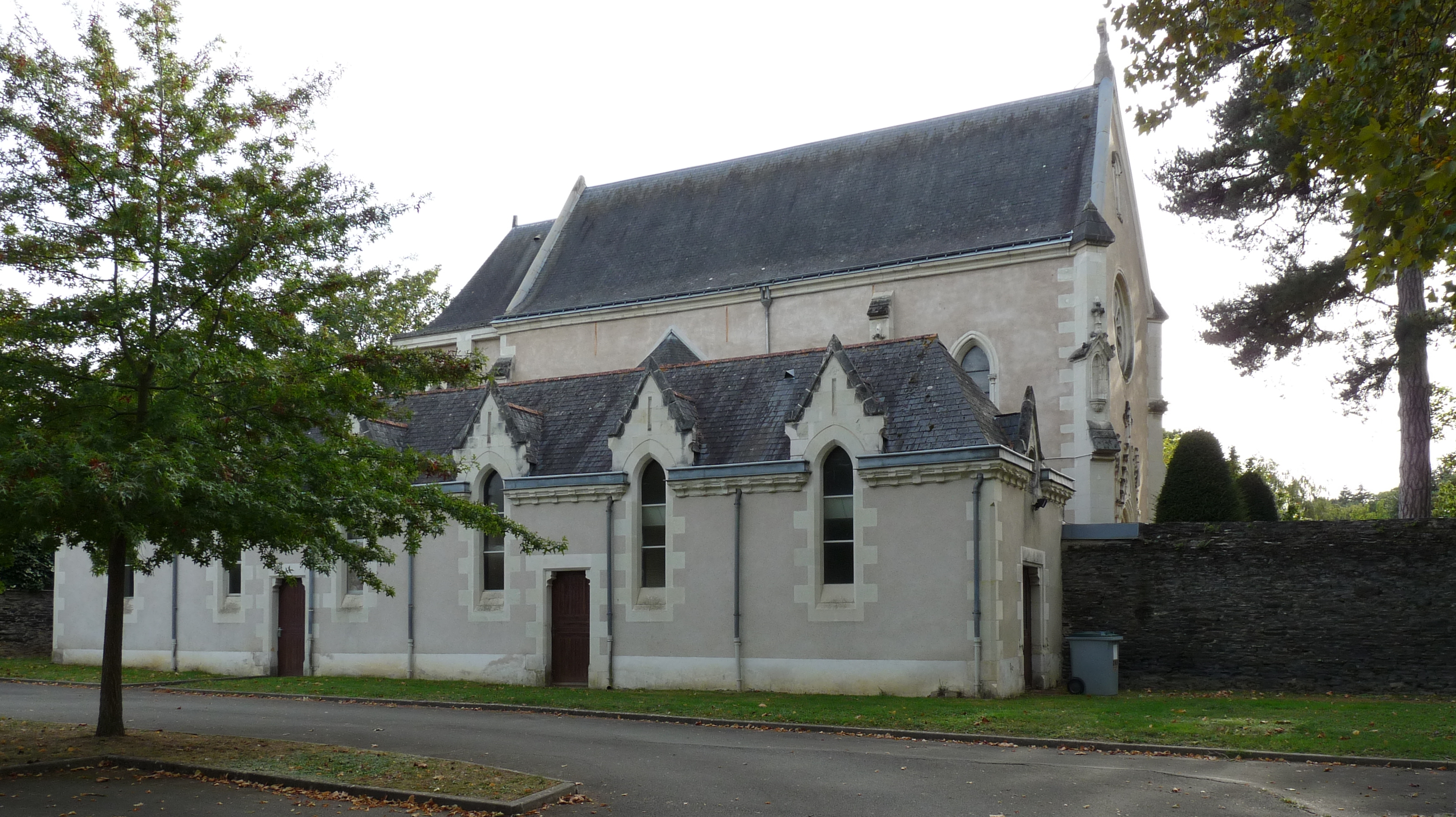
Extérieur de la chapelle.
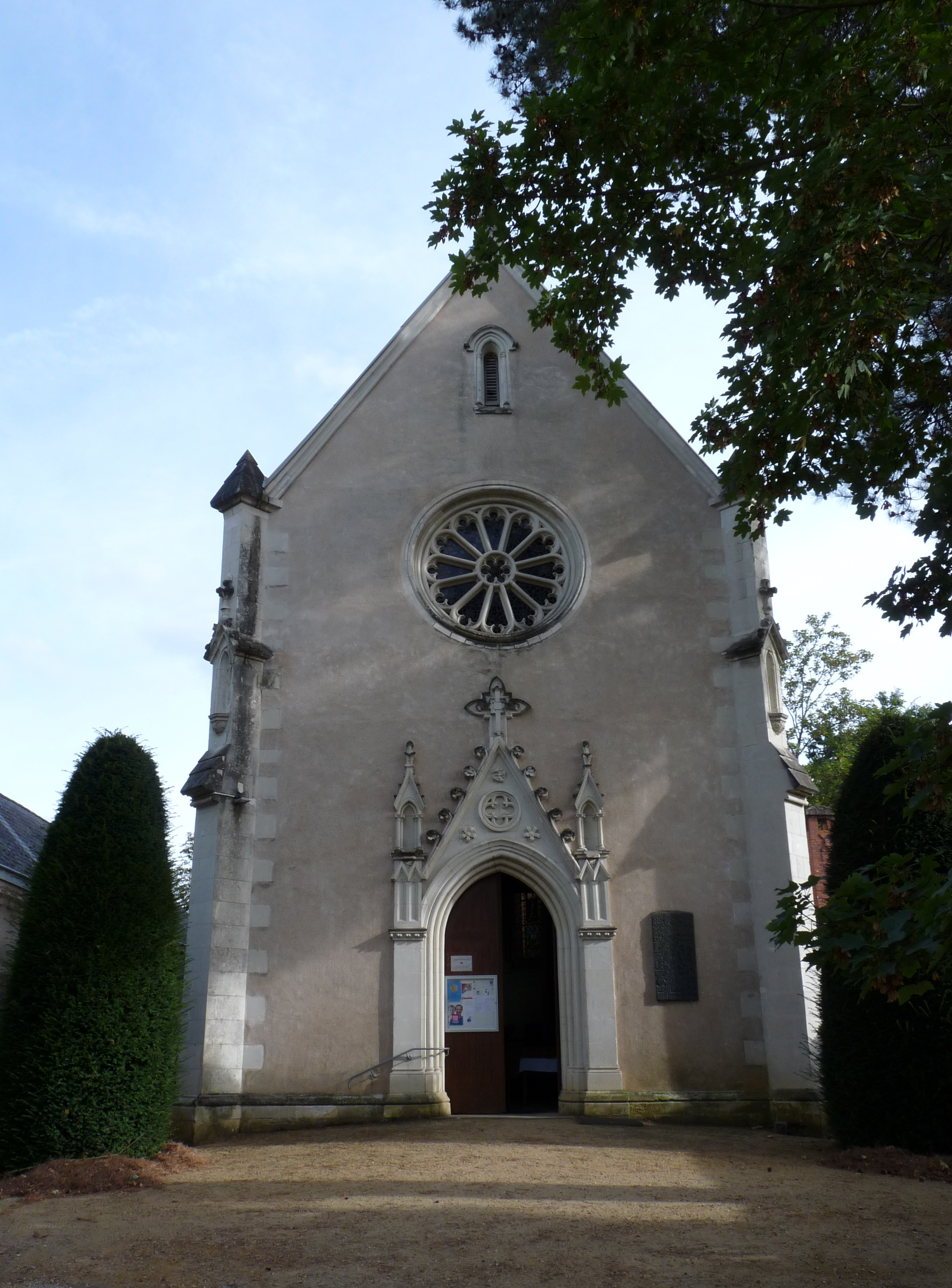
La chapelle vue de l'avant.